# Hieronim Włodzisławski Lanckoroński
Hieronim Lanckoroński (Włodzisławski) herbu Zadora (zm. między 1605 a 1610 rokiem) – łowczy sandomierski w 1572 roku.
Poseł na sejm konwokacyjny 1573 roku. Poseł województwa ruskiego na sejm koronacyjny 1576 roku.
Był wyznawcą kalwinizmu. Podpisał akt konfederacji warszawskiej 1573 roku.